# Torre Sevilla
La Torre Sevilla es el primer rascacielos de la ciudad española de Sevilla. Cuenta en su base con un centro comercial con dos edificios y una vía central. Junto a la torre está situado el CaixaForum.
El proyecto fue promovido por las cajas de ahorros El Monte y Caja San Fernando, que acordaron su fusión en diciembre de 2006 para formar la caja de ahorros Cajasol, que estaría operativa en 2007. La caja se integró en marzo de 2012 en el banco CaixaBank, actual propietario de la torre. 
El rascacielos es el primero realizado en la ciudad y el edificio más alto de Andalucía, así como el octavo rascacielos más alto de España, solo tras los rascacielos de Madrid y Benidorm y por delante de los de ciudades como Barcelona. Su construcción contó con una fuerte oposición ciudadana, lo que ocasionó un debate político con posturas encontradas y la amenaza de la Unesco de incluir el patrimonio histórico local en la lista de patrimonio en peligro por su impacto visual, aunque finalmente decidió no hacerlo.
Se ubica en el sector sur de la isla de la Cartuja junto a las avenidas del Patrocinio e Inca Garcilaso, en una parcela con una superficie de 59.000 m². El día 17 de julio de 2007 se colocó la primera piedra. Cuenta con una altura total de 180,5 metros, distribuidos en 37 pisos sobre rasante con 3 subterráneos y tiene planta elíptica. La fachada es de vidrio y acero y se estudió su protección contra el sol con lamas de cerámica, aunque posteriormente se modificó para que fueran de aluminio con color terracota.
En 2010 las obras fueron adjudicadas a una Unión Temporal de Empresas de la constructora FCC (80%) y de Inabensa (20%), filial de Abengoa. El mismo año se adjudicó la construcción de los dos edificios podio a la empresa Isolux Corsan. En 2013 CaixaBank adjudicó las obras de finalización a la empresa Dragados. La fachada ha sido instalada por la empresa Inasus.
La torre comenzó a albergar oficinas en 2015, su centro comercial anexo abrió en septiembre de 2018 y el hotel situado en las últimas plantas de la torre fue inaugurado en octubre de 2018. El Caixafórum abrió en 2017.

## Historia

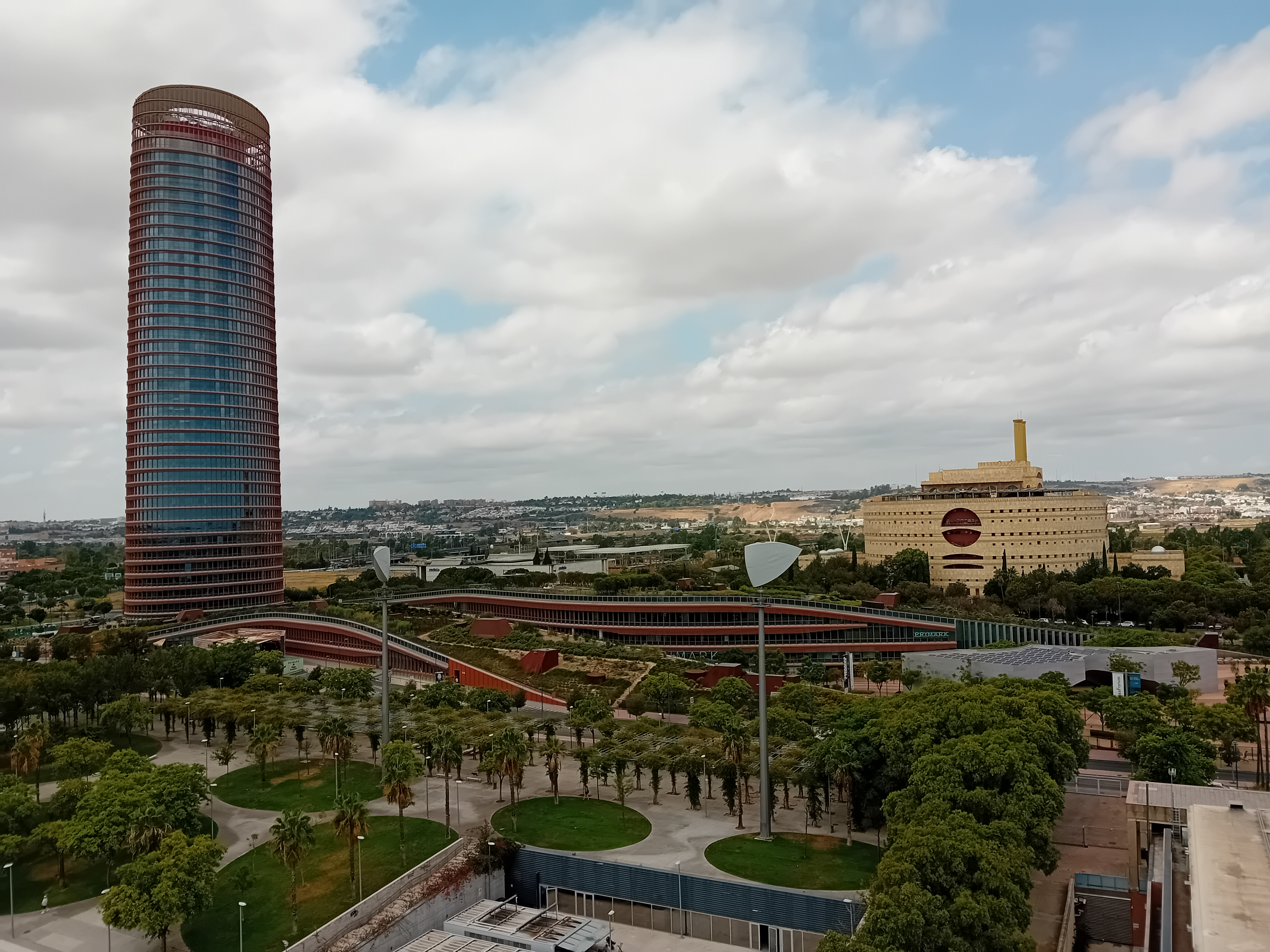
En primer plano el parque Fernando de Magallanes, a la izquierda el rascacielos Torre Sevilla y al fondo la torre Triana.

El germen del proyecto data de los años 90, con la alcaldía de Soledad Becerril. En mayo de 1999 el Ayuntamiento de Sevilla aprobó el convenio entre el Ayuntamiento, la Dirección General de Patrimonio de la Junta de Andalucía, la Sociedad Puerto Triana y Agesa (Sociedad Estatal de Gestión de Activos, encargada de la gestión de los activos de la Exposición Universal de 1992), para desarrollar un proyecto urbanístico en la zona sur de la isla de la Cartuja. Se propuso construir un centro comercial de casi 73.000 metros cuadrados, 15.000 metros cuadrados de oficinas y hotel, y otros 25.000 para equipamientos públicos, amén del acondicionamientos de 181.579 metros cuadrados de espacios públicos. La empresa canadiense TrizecHahn se interesó para realizar el proyecto, e iba a aportar 16.000 millones de pesetas. Los inversores contrataron para el proyecto al arquitecto catalán Ricardo Bofill Leví, que planteó en el proyecto una torre acristalada.
En la parcela se encontraba el pabellón de los Descubrimientos, que había sido arrasado por un incendio en febrero de 1992. Cuando Agesa acordó demoler el pabellón el artista Eduardo Arroyo protestó. En julio de 1999, Becerril perdió las elecciones municipales y entró como alcalde Alfredo Sánchez Monteseirín. El proyecto quedó en el aire y en el 2000 la empresa TrizecHahn abandonó el proyecto.
En 2001 las cajas de ahorro de Sevilla decidieron que Puerto Triana sería una buena ubicación para la de la futura Caja Única que pretendían crear. Sin embargo, los vínculos políticos de las cajas de ahorros, unidos a que la Alcaldía y Urbanismo pertenecían a partidos diferentes y a tiranteces con la Consejería de Obras Públicas de la Junta de Andalucía rompieron el consenso sobre el proyecto. El proyecto volvió a intentarse, esta vez con la multinacional holandesa Rodamco dirigiendo la sociedad Puerto Triana y con la mediación del presidente de la Junta, Rodríguez de la Borbolla. Sin embargo, la sociedad rebajó la edificabilidad del proyecto de 73.000 a 48.000 metros y Rodamco abandonó en 2003 Puerto Triana para realizar una inversión en Valencia.
En 2005, se acordó la demolición del pabellón de los Descubrimientos. Con un nuevo Plan General de Ordenación Urbana (PGOU), aprobado el 19 de julio de 2006, la ciudad se enfrentó a grandes cambios arquitectónicos. En Puerto Triana se quiso dejar constancia de este hecho invitando a cinco grandes estudios internacionales para competir en un concurso de ideas. El principal requisito era que el edificio debía ser un nuevo icono para la ciudad y «preferiblemente» debía agrupar la edificabilidad en un solo volumen en altura.
Los cinco estudios de arquitectura que, en noviembre de 2006, presentaron proyectos fueron: Pelli Clarke Pelli, del arquitecto argentino César Pelli, que resultó ganador del concurso con su torre de 180,5 m; Arquitectónica, del peruano Bernardo Fort-Brescia, que fue finalista con una torre plana de 225 m; FOA-Zaera, del español Alejandro Zaera, que fue tercero con una torre de cerámica de 187 m y los estudios del japonés Arata Isozaki y los franceses Valode & Priste, que no pasaron el primer corte con sendas torres de 220 y 120 metros respectivamente. La decisión se tomó en enero de 2007.
El PGOU no recoge proyectos que planteen edificios más allá de las once o las doce plantas en el suelo urbano consolidado y en el suelo urbano no consolidado la construcción de edificios más altos depende de los planes de desarrollo. En este caso, hay proyectos de otros tres rascacielos en la ciudad: en los terrenos de la antigua fábrica de Cruzcampo, de 16 plantas, en la zona de Hytasal, de 28 plantas, y otro junto al bulevar de Bellavista, de 30 plantas.

## Nombre
El rascacielos fue llamado oficiosamente torre Cajasol primero y, tras la disolución de esa entidad bancaria, torre Pelli, debido a que tanto la torre como el centro comercial son edificios diseñados por César Pelli. El proyecto de construcción se encuentra actualmente terminado y fue promovido por la sociedad anónima Puerto Triana, actualmente controlada por CaixaBank. La torre cuenta al norte con dos edificios más bajos con una calle central. El nombre del edificio en el estudio de su arquitecto siempre fue torre Sevilla. En mayo de 2015 CaixaBank bautizó oficialmente el rascacielos como Torre Sevilla.

## Diseño y construcción

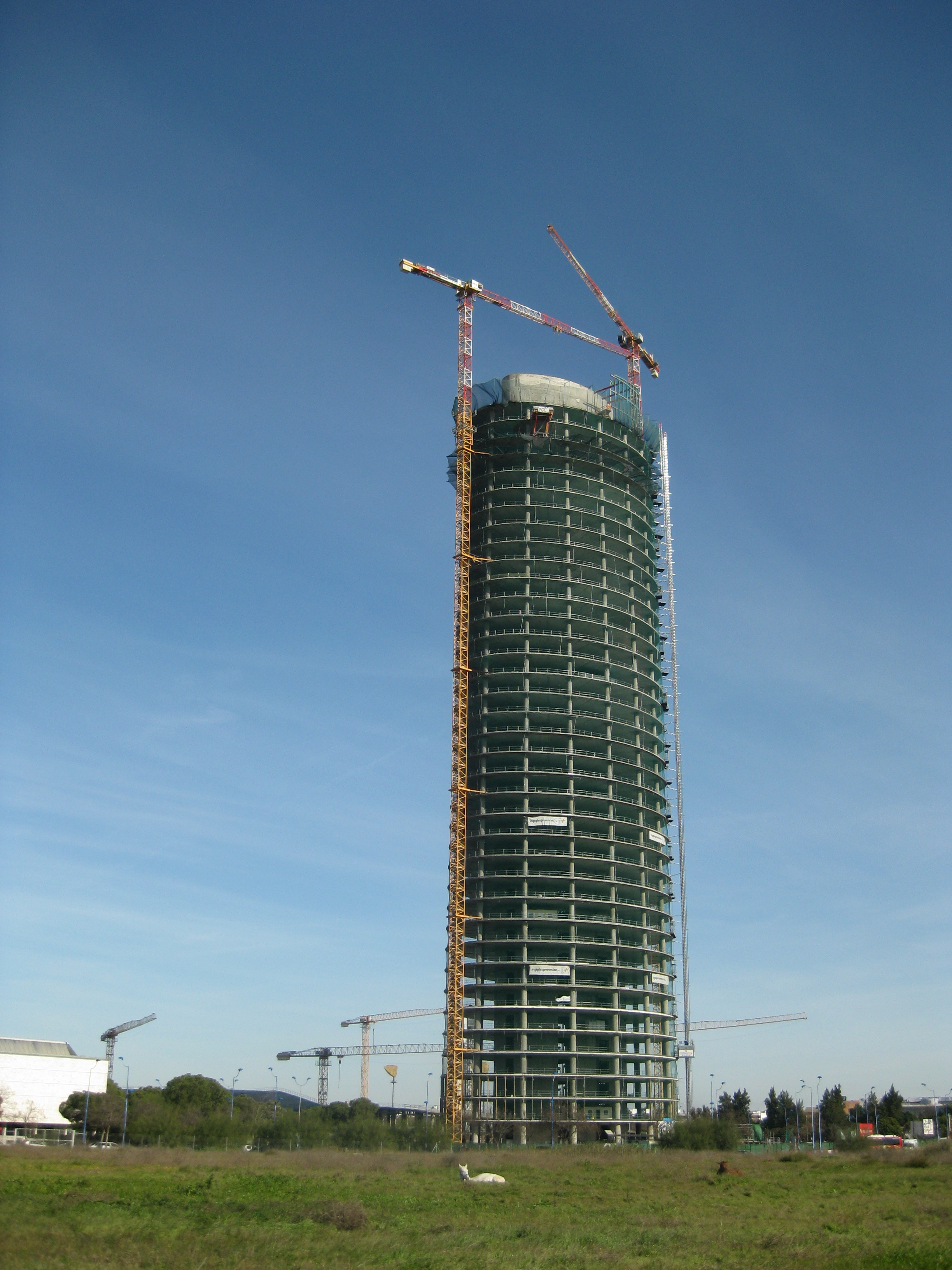
Torre Sevilla, culminando la altura en enero de 2013.

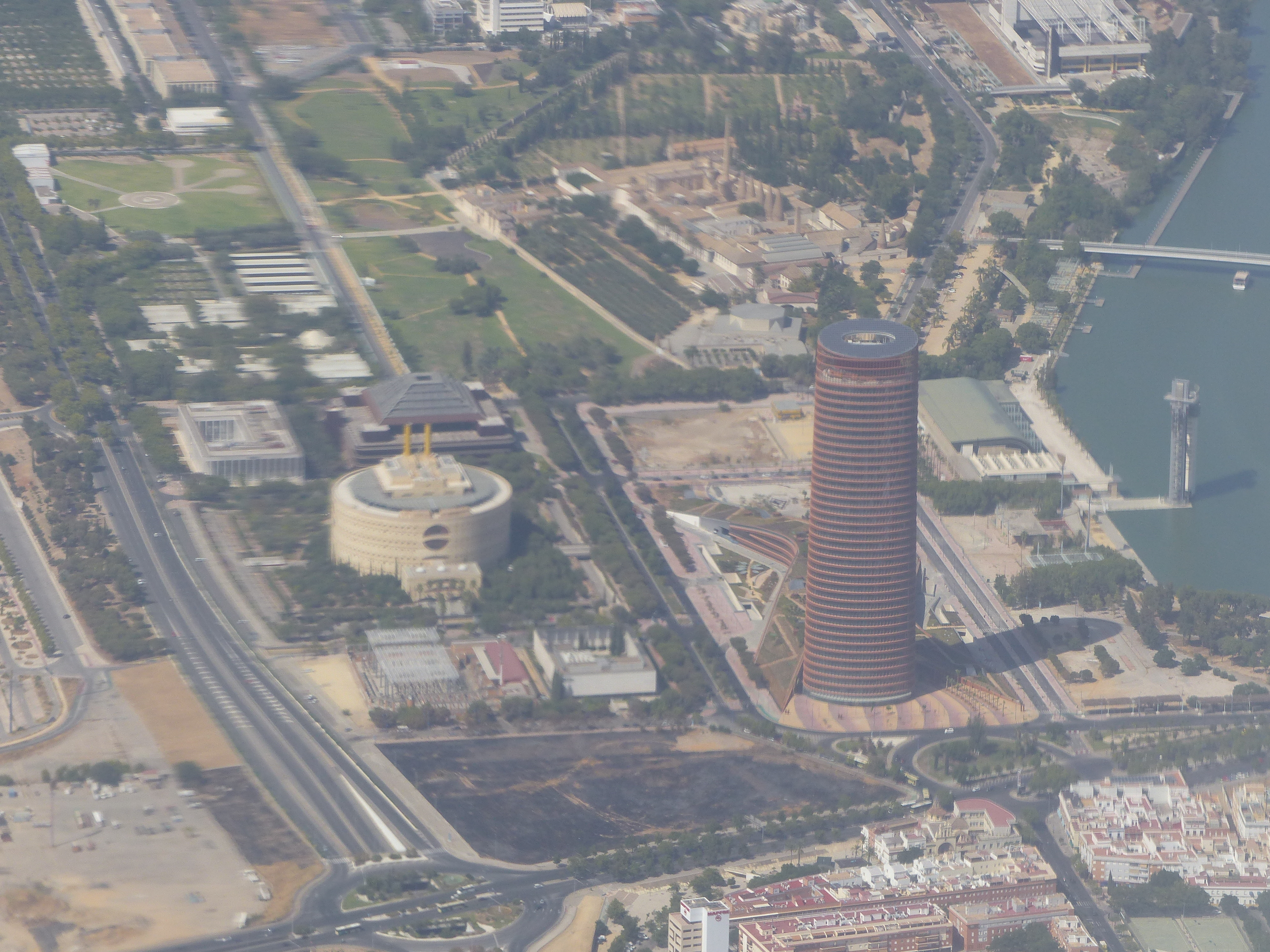
Torre Sevilla desde el aire.

La torre está diseñada por el arquitecto argentino César Pelli y se concluyó en 2015. Formando parte del mismo complejo se encuentra un centro comercial y el CaixaForum, diseñado por Guillermo Vázquez Consuegra, finalizado en 2017. Con 43 pisos, y de estructura mayoritariamente de hormigón y vidrio. La torre tiene una forma elíptica y cuenta con iluminación nocturna.
La torre tiene un sistema de domótica gestionado por Siemens. El edificio obtuvo también la certificación Leed Gold del Consejo de la Construcción Ecológica de Estados Unidos.
El complejo se sitúa sobre un área de aparcamientos subterráneos con capacidad para 3.066 coches y 400 motos.
Las cubiertas de los edificios comerciales están ajardinadas, lo que sirve también como aislante térmico natural. La parte superior del edificio cuenta con paneles fotovoltaicos.
El edificio cuenta con lamas que le sirven de parasol. Originalmente se planteó colocar lamas de cerámica, aunque en 2014 se optó por realizar la cobertura con aluminio color terracota. La parte superior cuenta con paneles fotovoltaicos.

## Polémica sobre la torre

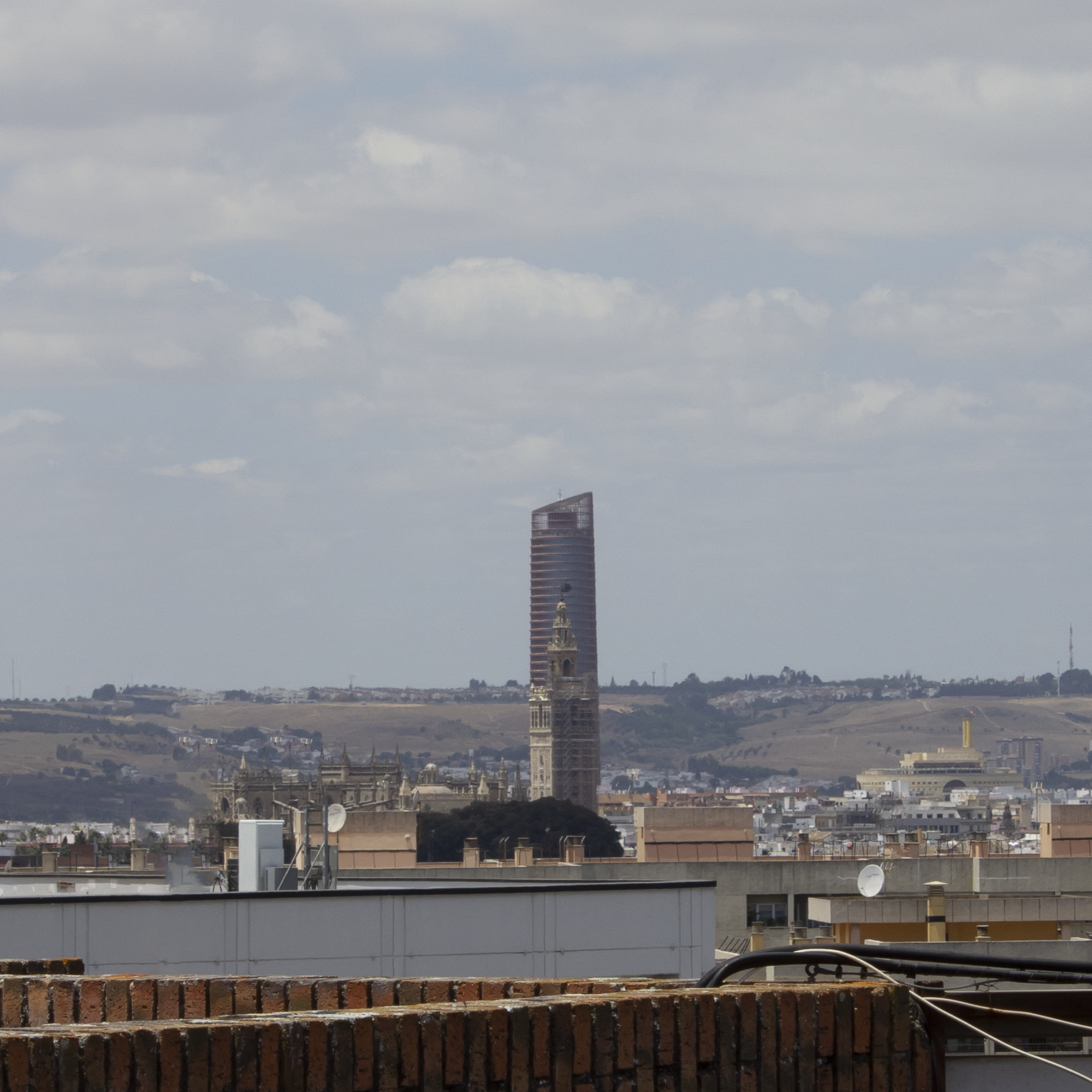
Comparación de la altura de la Giralda y Torre Sevilla.

Sevilla, históricamente, y con la excepción de la Giralda, solamente había tenido edificios de escasa altura. El perfil de la ciudad, con edificios bajos y con la catedral sobresaliendo entre ellos, fue pintado varias veces en el Siglo de Oro, tanto por autores españoles como extranjeros.
En la década de 1920, la Real Academia de Bellas Artes de Santa Isabel de Hungría ya se había quejado de la gran altura de las dos torres de 74 metros de la Plaza de España. Con los años se llegó a hablar de una norma no escrita que decía que ningún edificio de la ciudad podía superar la altura de la Giralda.
En la Exposición Universal de 1992 se construyeron edificios más altos que la Giralda, como el puente del Centenario y el del Alamillo. Al conocerse del proyecto de la torre Pelli, el primer rascacielos de la ciudad, se levantó, de nuevo, un debate público, porque, aunque la torre se encontraba fuera del centro histórico, a 1,5 km de la Giralda, se podría opinar que tendría un impacto en la imagen del conjunto de la urbe. La plataforma ciudadana ¡Túmbala! encabezó la oposición al proyecto, a la que se sumaron otras instituciones locales. Fernando Mendoza, miembro de esta plataforma, afirmó: «Es una torre vulgar y megalómana, que aplasta a toda la ciudad, especialmente a Triana. Y no tiene aceptación popular».
Estas opiniones se situaron en contra del proyecto porque consideraban que su construcción supondría un «atentado» contra el paisaje histórico de Sevilla, insistiendo en que su finalización podría conllevar la inclusión de los monumentos sevillanos certificados como Patrimonio de la Humanidad (la catedral, el Alcázar de Sevilla y el Archivo de Indias) en la lista de patrimonio en peligro y que a su vez se podría poner en riesgo una eventual catalogación de otros monumentos y sitios de la capital hispalense. Esa supuesta amenaza fue recogida por la Unesco en algunas de sus citas. Se publicó en 2011 un estudio en la prensa sobre el impacto visual que tendría el rascacielos desde el Centro y desde el río, notándose que, a pie de calle y desde las calles del centro apenas sobresalía, pero el impacto se hacía mucho mayor en el paisaje urbano desde las terrazas y desde el río.

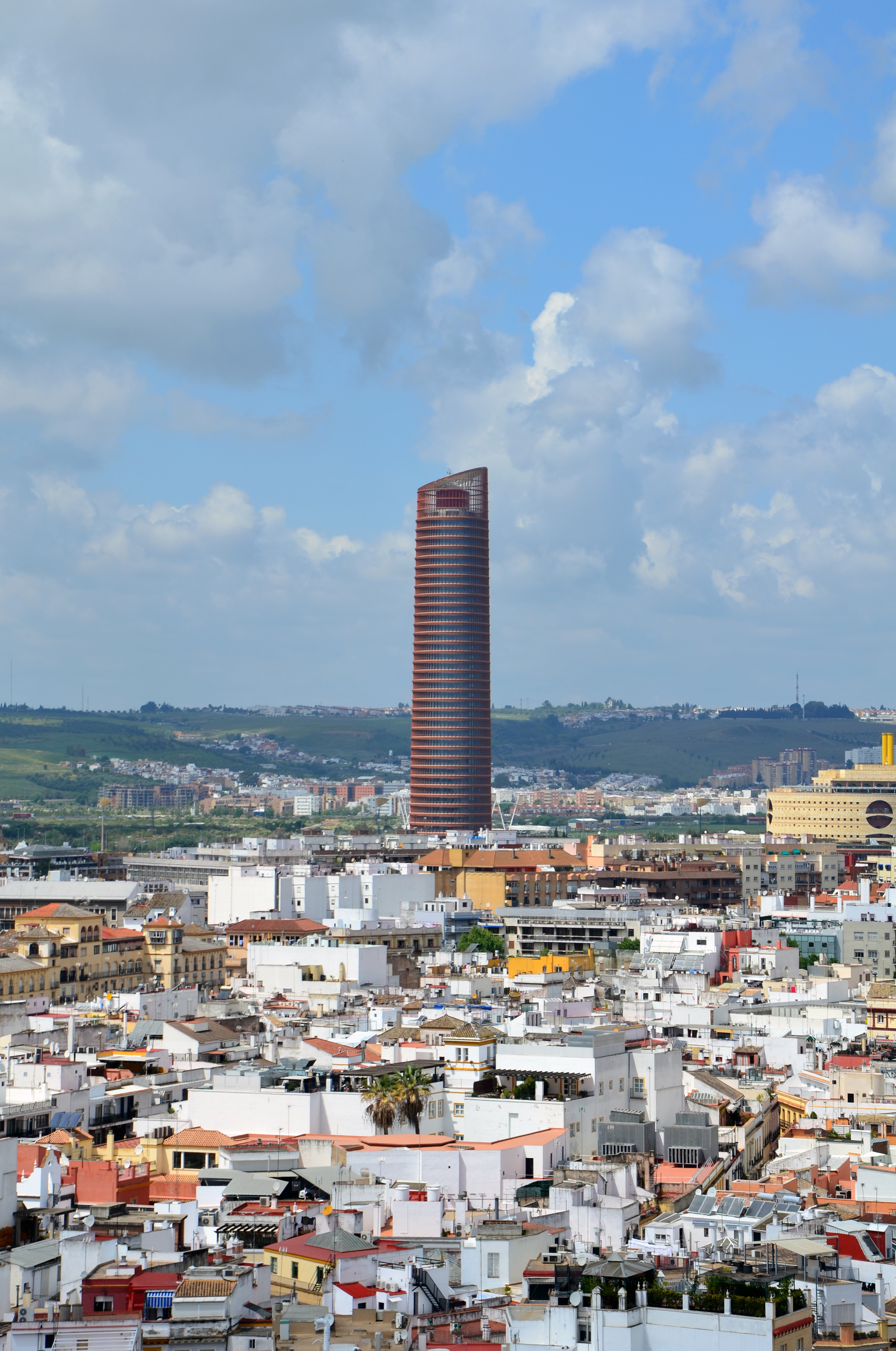
Torre Sevilla fotografiada desde la Giralda.

Debido a la insistencia de este colectivo de incluir a Sevilla en la lista de bienes Patrimonio de la Humanidad en Peligro, en la 33.ª Reunión del Comité del Patrimonio de la Humanidad de la Unesco, celebrada en la propia capital andaluza en junio de 2009, se incluyó el asunto de la torre en el orden del día, pero el organismo se limitó a recordar a España que se incumplió parte de la normativa al no haber informado sobre su construcción, a la par que pidió parar las obras. El 29 de junio de 2010, un grupo de representantes de Icomos visitó las obras de la torre para comprobar que la construcción no había parado, obviando las recomendaciones de la Unesco, lo cual, según palabras de Víctor Fernández Salinas, vicesecretario de Icomos-España, se traduciría en que «Un escenario realista es que Sevilla entre, tras la reunión de Brasilia en la lista de ciudades con Patrimonio en peligro. Y podría ocurrir que, en el peor de los casos, expulsaran a Sevilla [...]». Dicha hipótesis finalmente no llegó a ocurrir ni en la cita de Brasilia en 2010, ni en la de París que tuvo lugar entre los días 19 y 29 de julio de 2011, donde el organismo se limitó a pedir un nuevo informe sobre el «desarrollo de las obras» de la torre y del «estado de conservación» de los tres bienes que eventualmente pudieran verse afectados. 
En 2012 el alcalde de la ciudad, Juan Ignacio Zoido, viajó a San Petersburgo a la Asamblea del Centro del Patrimonio Mundial, en la que se decidió que los bienes Patrimonio de la Humanidad de la ciudad (Alcázar, Archivo de Indias y Catedral) no serían incluidos en la lista de patrimonio mundial en peligro, con la condición de que el Ayuntamiento de Sevilla impidiera la construcción en el futuro de más rascacielos que provoquen impacto visual en el paisaje histórico de la ciudad.
A favor de la torre se encontró parte de la ciudadanía, así como colectivos de ciudadanos. José María Bascarán, presidente de la asociación sevillasemueve, sostuvo: «Cada vez que hay en Sevilla un proyecto novedoso, como la biblioteca del Prado o las Setas de la Encarnación, sale una plataforma para que nada cambie. [...] Nosotros apoyamos el proyecto, que viene a generar actividad a una ciudad que lo necesita». Esta posición tuvo defensores también dentro del Consejo Internacional de Monumentos y Sitios (Icomos por sus siglas en inglés), uno de los organismos asesores de la Unesco en materia de patrimonio histórico, fue el que impulsó del informe contra el proyecto y que solicitó la inclusión de Sevilla en la lista de ciudades con patrimonio en patrimonio en peligro. Este es el caso del urbanista francés George Zouain, exdirector de Patrimonio Mundial de la Unesco, que opinó que «el impacto de la torre será positivo», debido a su posición lejos del casco urbano.
César Pelli nunca temió por la viabilidad del proyecto, alegando que la torre no podía poner en peligro el patrimonio de la ciudad por encontrarse a una distancia muy grande de la Giralda y comparó a Sevilla con París, explicando que no se podía afirmar que la ciudad francesa dejara de ser maravillosa por tener el barrio de rascacielos de La Défense. En esa misma línea, el alcalde de la ciudad hasta 2011, Alfredo Sánchez Monteseirín, indicó que «Sevilla no necesita un rascacielos para ser moderna, pero tampoco necesita impedir que se haga un rascacielos para conservar su esencia. Esos elementos no se deben contraponer, pues Sevilla tiene capacidad y ambición suficientes para combinar tradición y modernidad».
En otro orden de cosas, se generó el debate del tráfico de vehículos que la torre podía generar en esa zona de la ciudad.

## Galería

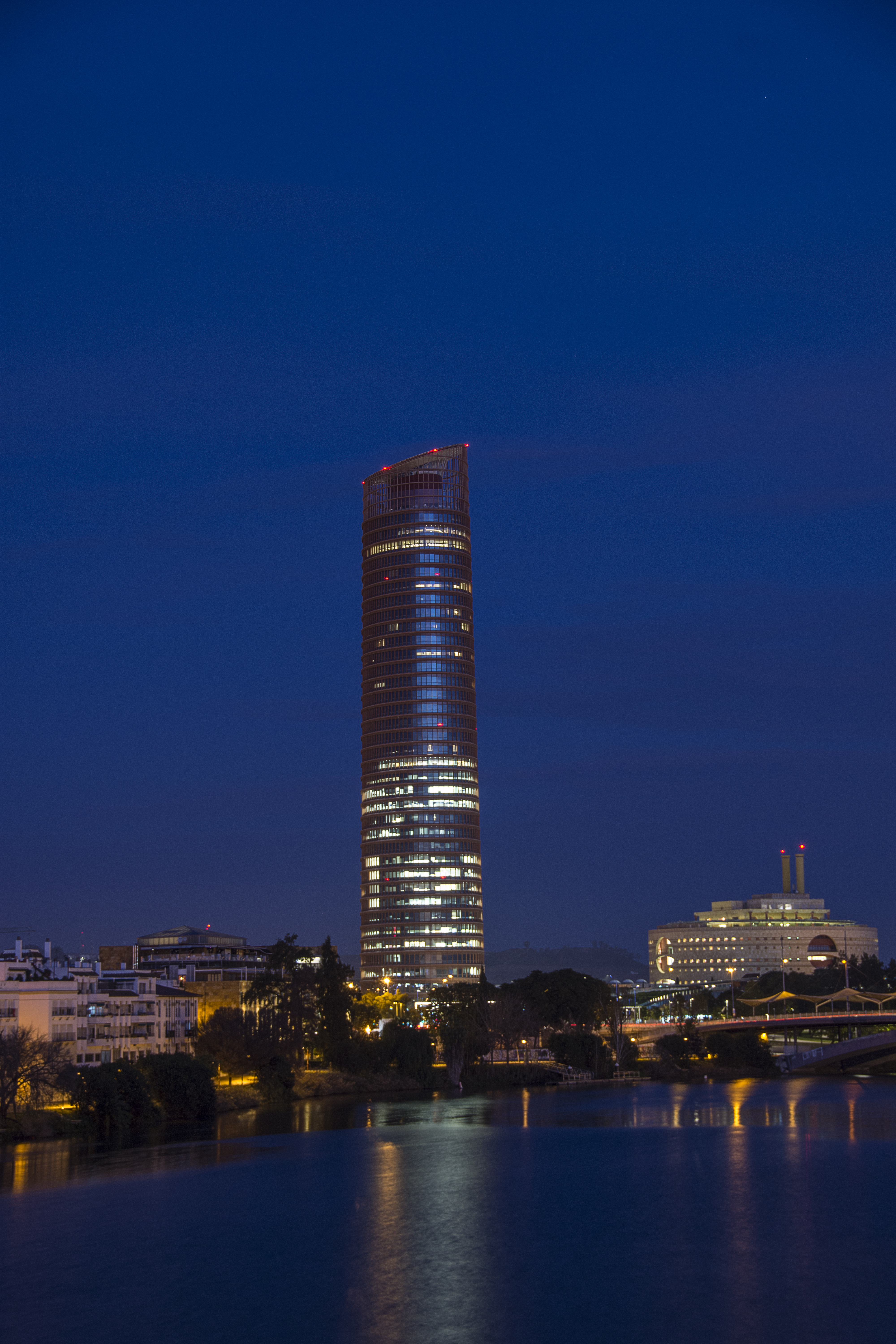
Vista al amanecer.
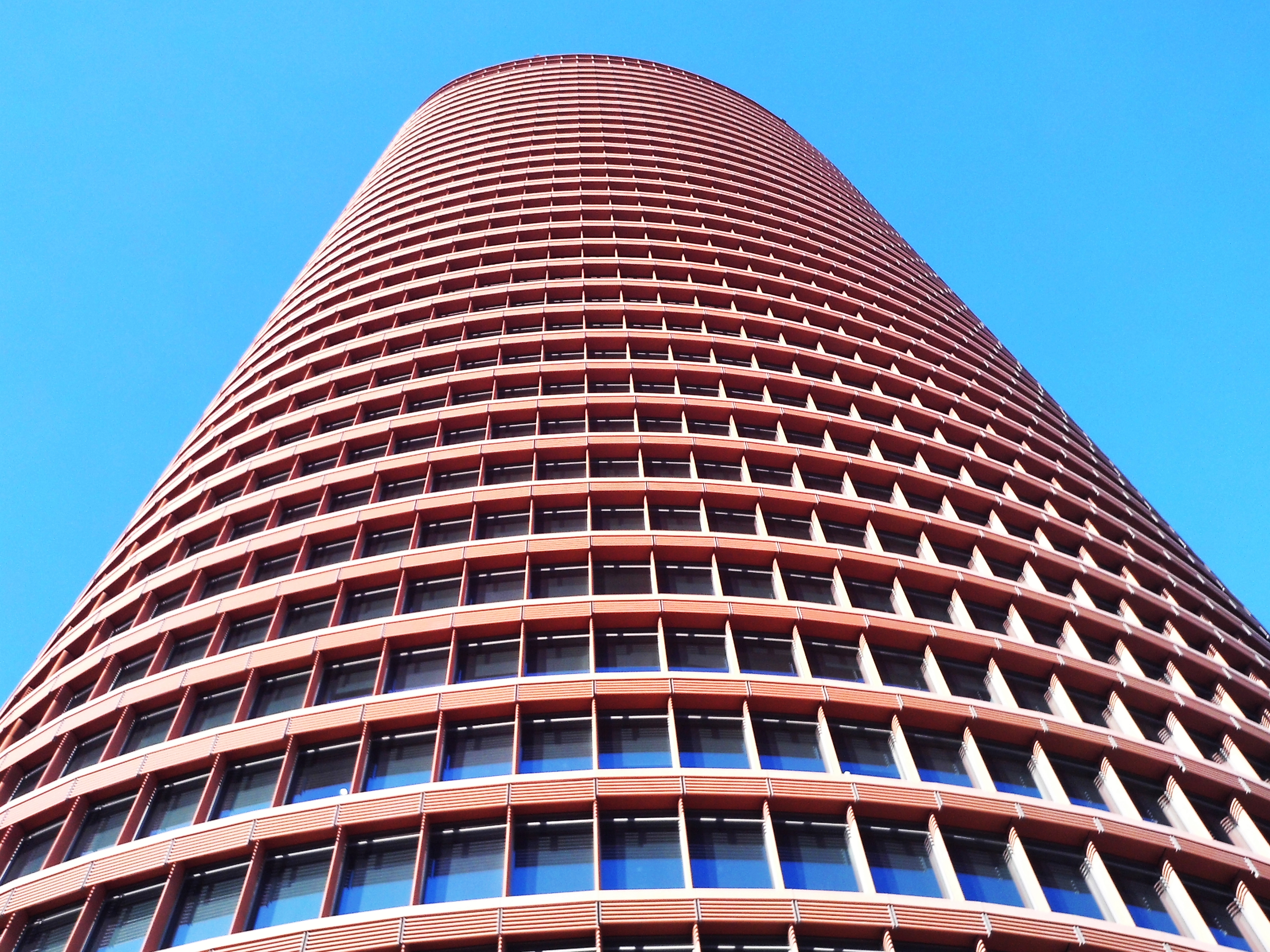
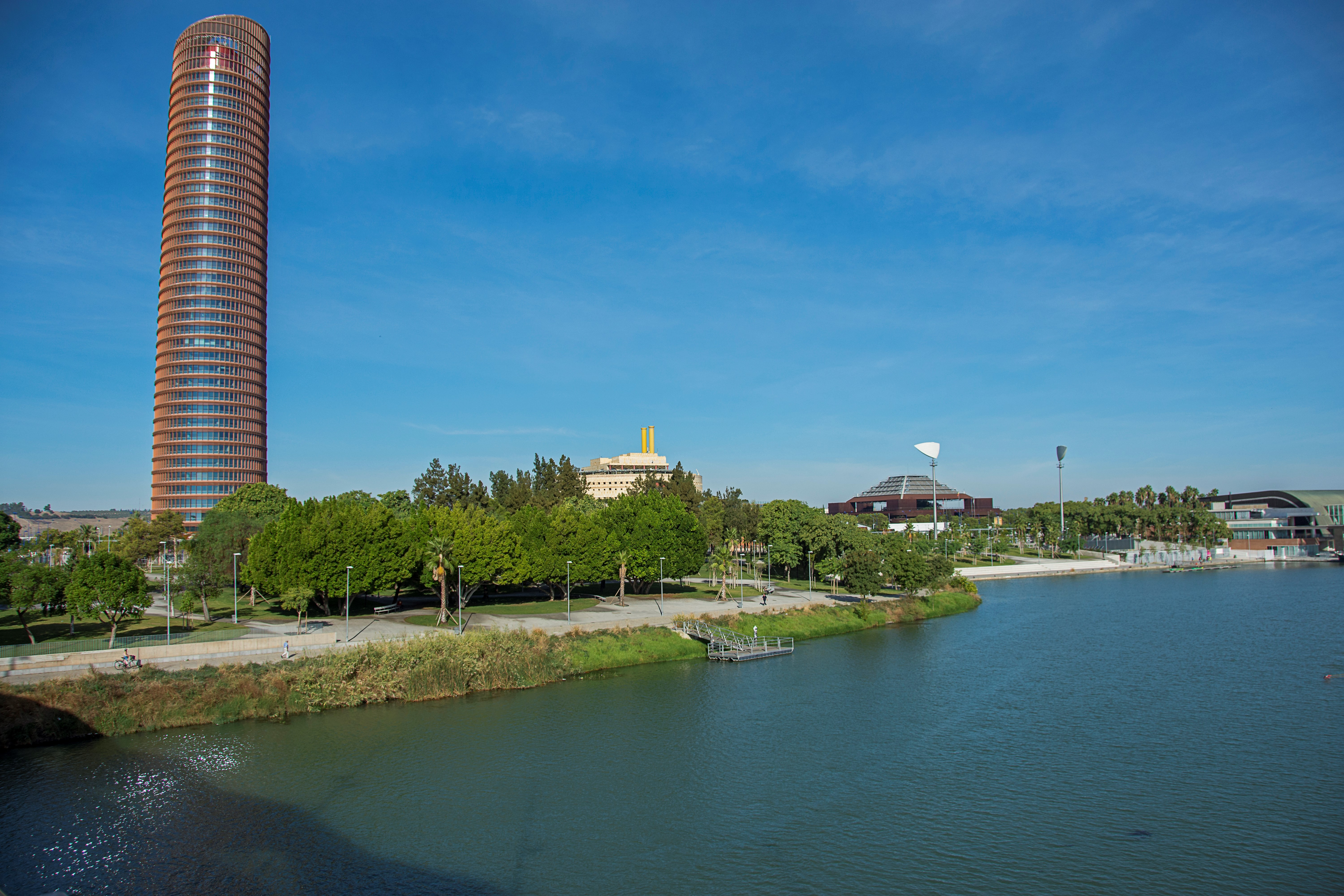
Torre Sevilla. Vista desde el puente del Cachorro.
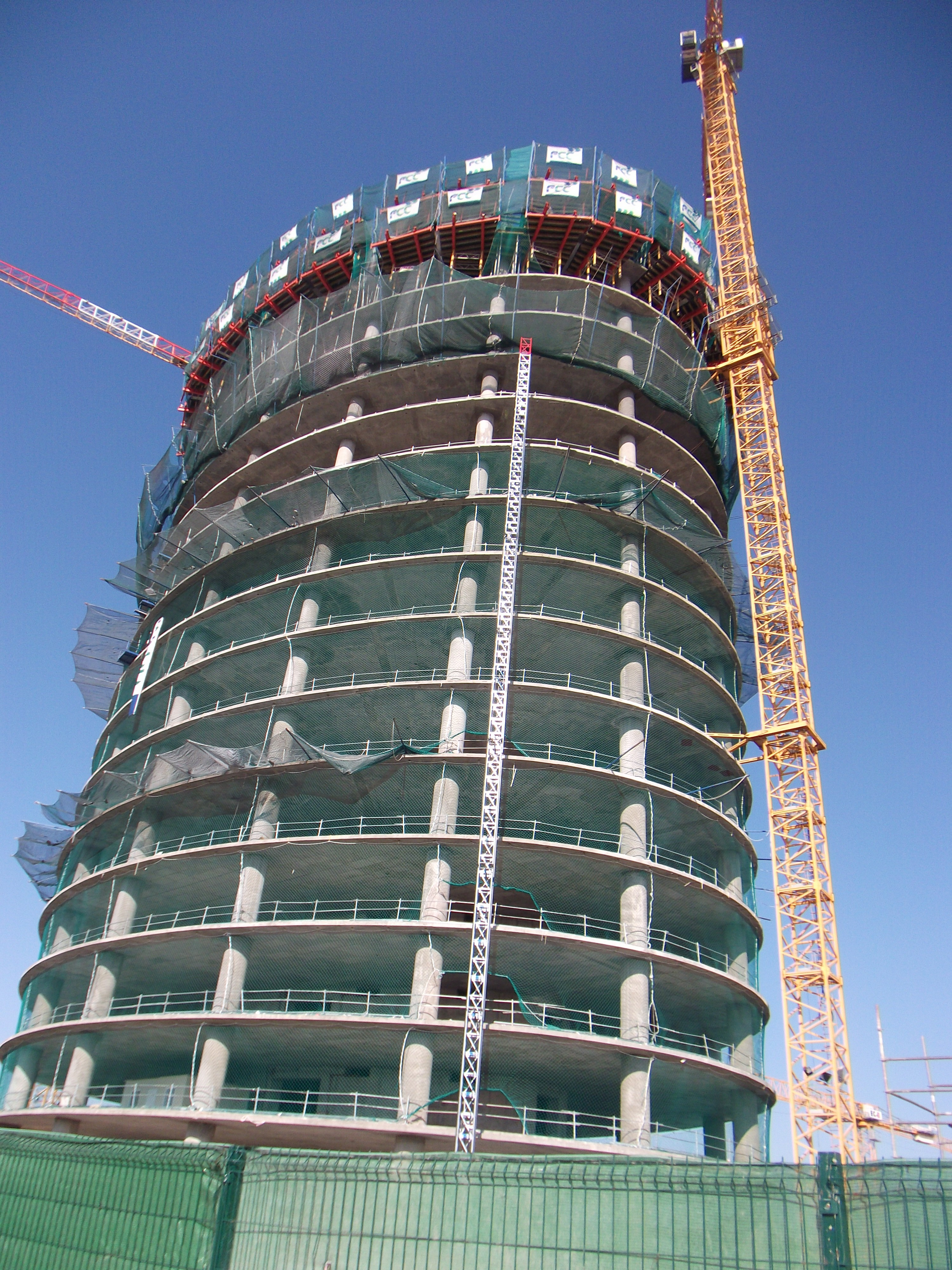
Torre Sevilla. 22 de enero de 2012.
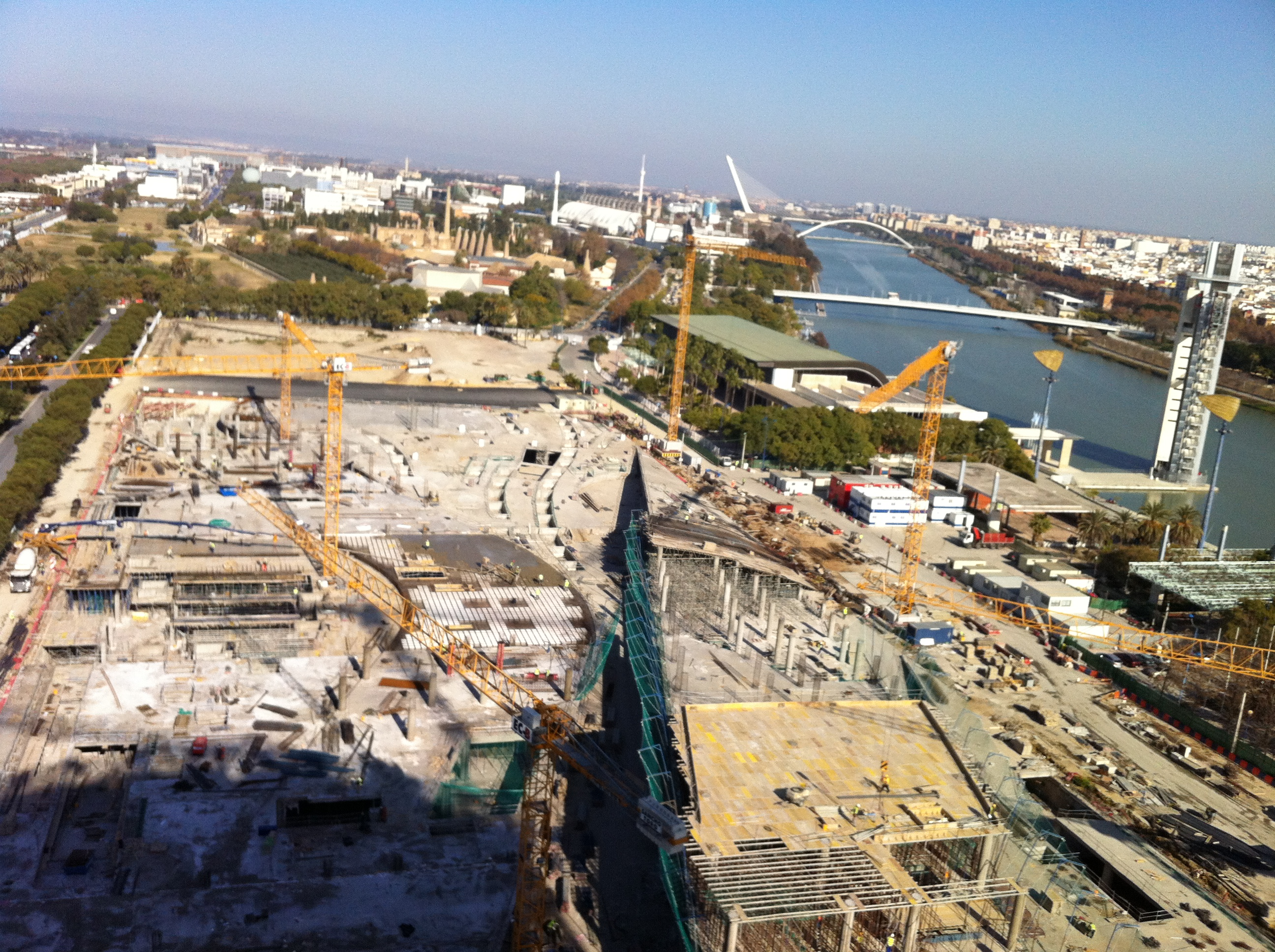
Vista de Sevilla hacia el norte desde la planta 14 de la torre.
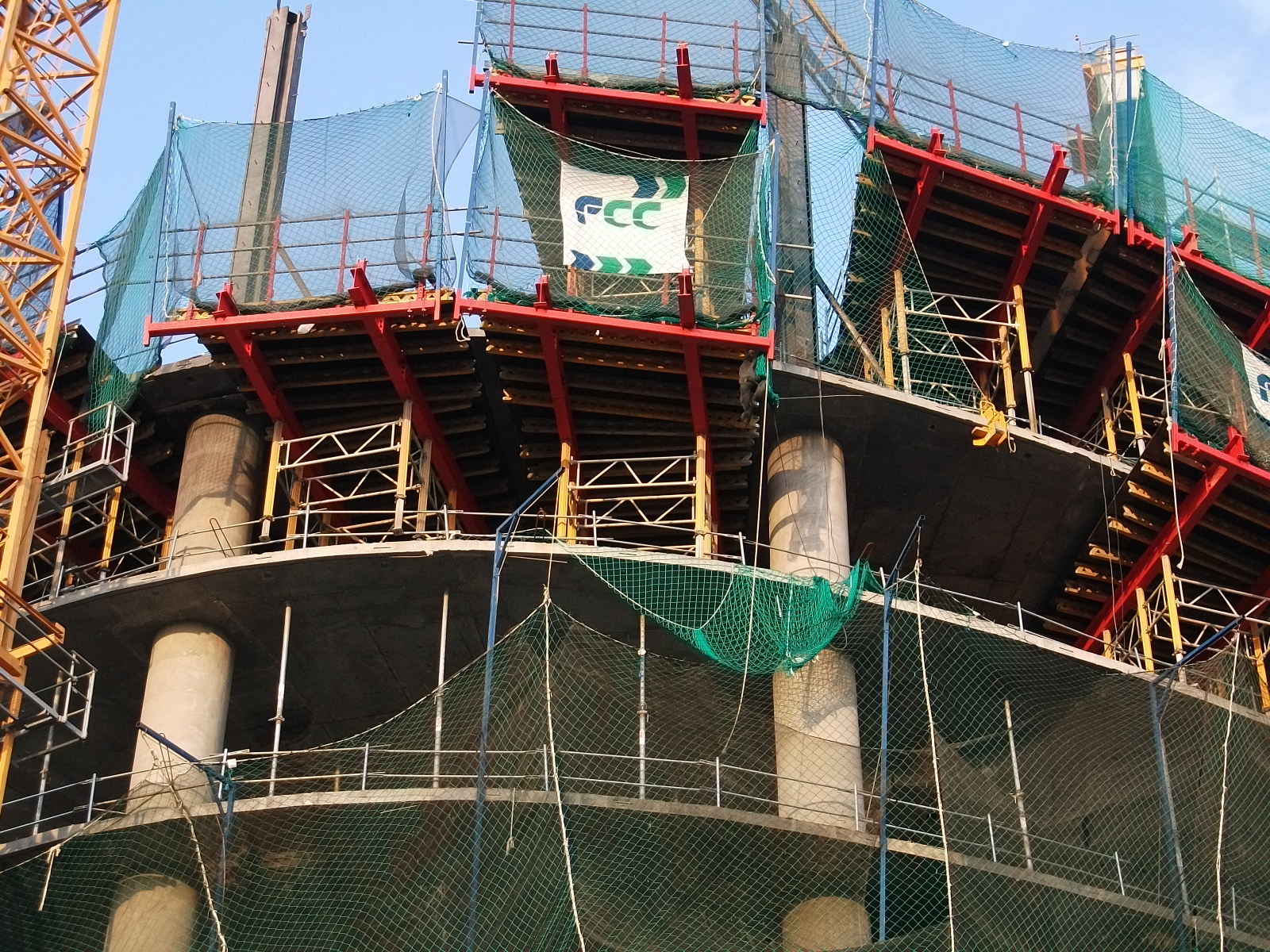
Detalle de la obra.
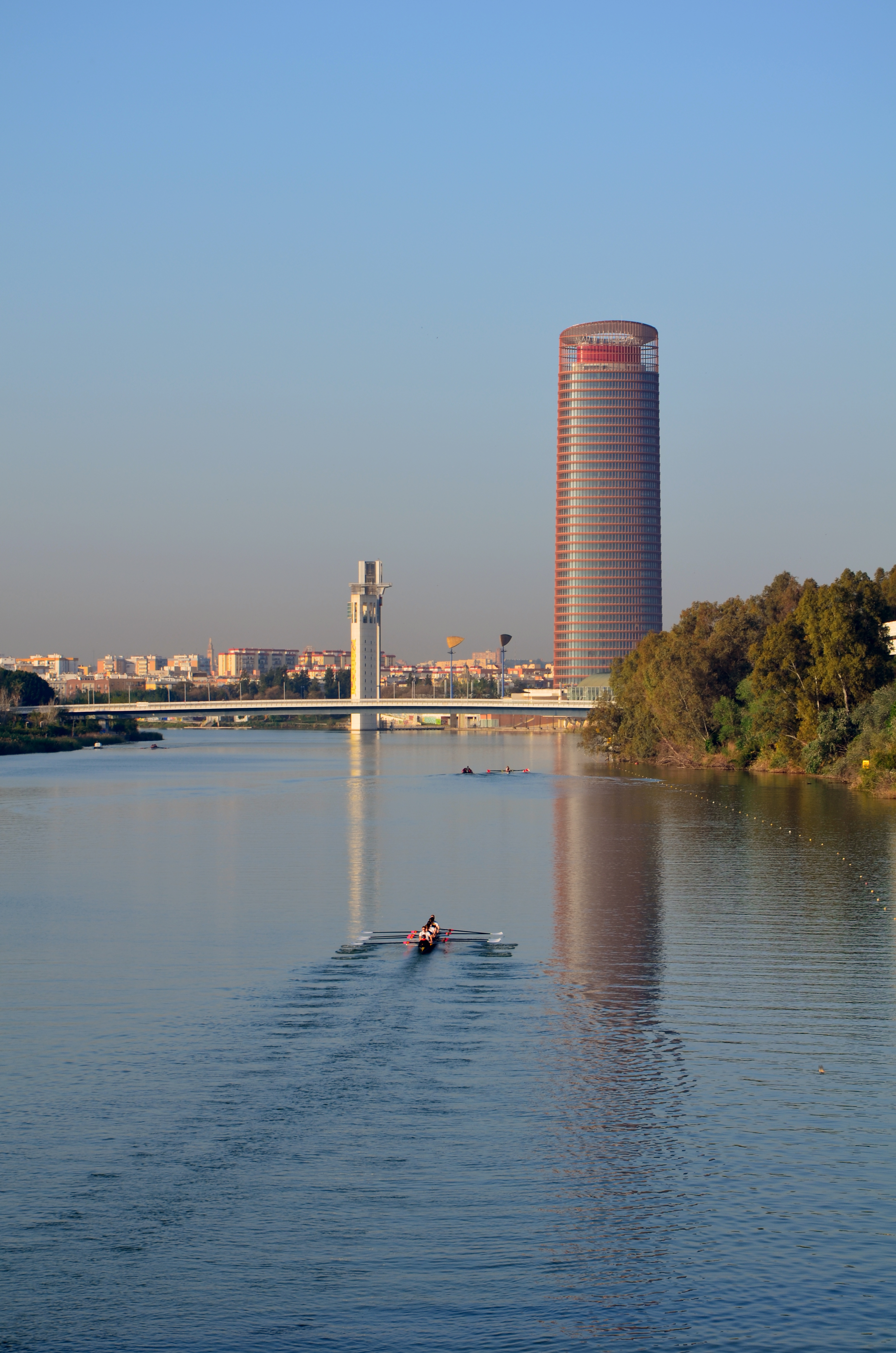
La torre vista desde el puente de la Barqueta.